# Helena Nelson
Helena Nelson es una deportista sueca que compitió en tiro con arco, en la modalidad de arco compuesto.
Ganó una medalla en el Campeonato Mundial de Tiro con Arco al Aire Libre de 1995, una medalla en el Campeonato Mundial de Tiro con Arco en Sala de 1995 y dos medallas en el Campeonato Europeo de Tiro con Arco al Aire Libre de 1994.

## Palmarés internacional
| Campeonato Mundial al Aire Libre | Campeonato Mundial al Aire Libre | Campeonato Mundial al Aire Libre | Campeonato Mundial al Aire Libre |
| Año                              | Lugar                            | Medalla                          | Prueba                           |
| -------------------------------- | -------------------------------- | -------------------------------- | -------------------------------- |
| 1995                             | Yakarta (Indonesia)              | Medalla de plata                 | Equipo                           |
| Campeonato Mundial en Sala       |                                  |                                  |                                  |
| Año                              | Lugar                            | Medalla                          | Prueba                           |
| 1995                             | Birmingham (Reino Unido)         | Medalla de plata                 | Equipo                           |
| Campeonato Europeo al Aire Libre |                                  |                                  |                                  |
| Año                              | Lugar                            | Medalla                          | Prueba                           |
| 1994                             | Nymburk (República Checa)        | Medalla de oro                   | Individual                       |
| 1994                             | Nymburk (República Checa)        | Medalla de bronce                | Equipo                           |